# Lukas David Schmidt
Lukas David Schmidt (* 20. Juni 1996 in Görlitz) ist ein deutscher Schauspieler, Sprecher und Theatermusiker.

## Leben
Von 2016 bis 2020 studierte Schmidt Schauspiel an der Kunstuniversität in Graz. Seit seinem Studium ist er als freischaffender Künstler tätig. Neben diversen Engagements an Wiener Theatern, wie dem Kosmos Theater, dem Werk X, dem Theater der Jugend und dem Theater Drachengasse, führten ihn Gastengagements auch an das Theaterhaus Jena und an das Ballhaus Prinzenallee in Berlin. Er arbeitete mit  Regisseuren wie Claudia Bossard, Susanne Frieling, Kristo Sagor und Mustafa und Övül Avkiran. In Zusammenarbeit mit dem Kollektiv Das letzte Kleinod verwirklichte Schmidt im Jahr 2021 dokumentarische Projekte in Bremerhaven. Seit 2022 ist er Mitglied des Teams des Ballhaus Prinzenallee in Berlin.
Schmidt lebt in Berlin.

## Auszeichnungen
- 2019: Höchster Förderpreis beim 30. Bundeswettbewerb deutschsprachiger Schauspielstudierender
- 2021: Anerkennungspreis für Bühnenkunst des Landes Oberösterreich für die Rolle Christopher Marlow in Shakespeare in Love
- 2022: Nominierung für den österreichischen Theaterpreis Nestroy-Theaterpreis in der Kategorie Bester Nachwuchs männlich für seine Rolle in Leicht am Theater Drachengasse Wien.[3]

## Theater (Auswahl)
- 2019: Gespräche mit Astronauten / als: Olga, Regie: Suna Gürler | Schauspielhaus Graz[1]
- 2020: Das Werk / als: Peter, Regie: Claudia Bossard | Kosmos Theater Wien
- 2021: IASON / als: Iason, Regie: Esther Muschol | Next Liberty Graz
- 2021: Baby, Don't Hurt Me / als: Terry / Humbert, Regie: Susanne Frieling | Theaterhaus Jena
- 2022: NSU „Auch Deutsche unter den Opfern“ / Regie: Mustafa & Övül Avkiran | Ballhaus Prinzenallee Berlin
- 2023: Moby Dick / als: Flask / Elias, R: Michael Schachermaier | Theater der Jugend Wien
- 2023: Tevafuk / Match / Fügung / als: Yusuf, Regie: Anne Mulleners | Ballhaus Prinzenallee Berlin
- 2024: Der Weg zurück / Regie: Sandra Schüddekopf | Theater Drachengasse Wien
- 2024: Jagdszenen aus Niederbayern / als: Georg, Regie: Martina Gredler | Stadttheater Klagenfurt
- 2024: Meine Sprache heißt Wut / als: Dennis, Regie: Irem Aydin | Ballhaus Prinzenallee Berlin
- 2025: Mein Freund Harvey / als: Mrs Chauvenet / Kelly, Regie: Mira Stadler | Stadttheater Klagenfurt

## Filmografie (Auswahl)
- 2019: Ganz schön umständlich, Kurzfilm; Regie: Manuel Hüttner
- 2019: 7,2 qm, Kurzfilm; Regie: Elias Rauchenberger[1]
- 2020: Seeing Pan, Kurzfilm; Regie: Lorenz Tröbinger
- 2021: With Her Eyes, Kurzfilm; Regie: Stefan Scheufelen